# Kepler-30 d
Kepler-30 d est un Neptune chaud, orbitant autour de son étoile hôte située à environ 2 982 années-lumière (914,22 pc) de la Terre avec une magnitude apparente de 15,73.

## Caractéristiques physiques
L'exoplanète se distingue par sa masse faible de 0,073 MJ, son rayon de 0,79 RJ et sa température de 308 K.

## Orbite
Elle orbite à 0,50  unité astronomique de son étoile, une distance comparable à celle de Vénus dans le système solaire.

## Découverte
L'exoplanète a été découverte par la méthode du transit en 2012.

## Habitabilité
Les conditions d'habitabilité de cette exoplanète ne sont pas déterminées ou ne sont pas connues.